# Claude Bussac
Claude Bussac (Narbone, Francia 13 de noviembre de 1963) es una gestora cultural francesa residente en España, directora general de Arte de La Fábrica y directora del festival de fotografía PHotoESPAÑA, desde el año 2006 hasta junio del año 2023.

## Trayectoria profesional
Licenciada en Economía Internacional y Europea en la Universidad de París, Pantheón Sorbonne; DEA en Historia del Arte y Cultura Europea en la Universidad de París 8; y Máster en Gestión de Instituciones Culturales en la Universidad de París Dauphine.
Con una amplia experiencia en gestión cultural fue directora de estudios artísticos de la Casa Velázquez en Madrid durante siete años. En esta institución, Bussac estableció colaboraciones entre instituciones francesas, españolas y portuguesas, tanto privadas como públicas y  puso en marcha el programa de residencia de artistas, organizando una programación plural con un extenso programa de exposiciones, ferias, conciertos y conferencias.
Dedicada a la comunicación, desde  el año 1990 fue directora de comunicación de varios festivales como del Festival de Otoño de Madrid, del Festival Internacional de Cine de Madrid y del Festival Internacional de Teatro Clásico de Almagro.
Posteriormente, pasó a hacerse cargo en 1996 de la planificación general de las actividades del Círculo de Bellas Artes de Madrid en cuya institución asumió la promoción de proyectos, coordinación, relaciones institucionales con fundaciones, embajadas, editoriales y con diversos festivales y la subdirección de dicha institución en los años 1993 al 1999.
Claude Bussac,  asumió el cargo de la dirección de PHotoEspaña, sustituyendo  en la dirección del Festival a Pablo Berástegui. PhotoEspaña se ha consolidado como uno de los encuentros culturales más destacados del panorama artístico internacional. En el marco del Festival ha puesto en marcha la Escuela Internacional PIC.A Alcobendas y el Master PHotoESPAÑA, así como el programa Trasatlántica, el foro de fotografía y artes visuales de PHotoESPAÑA que promueve el intercambio entre expertos y fotógrafos iberoamericanos junto a la Agencia Española de Cooperación para el Desarrollo, (AECID), y su red de centros culturales.

## La Fábrica
En XXX se vuelve directora general de Arte en el centro de producción de cultura contemporánea La Fábrica, cuyo espacio está situado en el centro de Madrid, en el barrio de Las Letras, donde se desarrollan proyectos culturales como la realización de exposiciones multidisciplinares, no solo de fotografía, además de desarrollar programas de talleres. En el marco de La Fábrica, Bussac no solo dirige PHotoESPAÑA sino que dirige durante varios años el festival de Literatura "Eñe", asimismo que organiza y coordina encuentros literarios  en Francia y en España. (Noche del libro en Madrid, Festival de la Biografía en Nîmes, entre otros)
Desde 2020, Bussac dirige también la programación artística y cultural del Real Jardín Botánico de Madrid, espacio icónico de la capital, con el que La Fábrica colabora desde hace unos años.
Mantienen una extensa línea editorial desde 1995 cuya finalidad consiste en publicar a los mejores artistas con ediciones de calidad, libros y revistas singulares, además cuenta con un fondo editorial de pequeños ensayos, grandes catálogos de arte y muy cuidadas publicaciones de fotografía.
La Fábrica edita numerosos títulos al año sobre fotografía, arte, literatura y creación. Además,  dada la calidad de las publicaciones  realizan libros para instituciones externas como fundaciones y empresas relacionadas con la cultura y el diseño. Entre otras instituciones realizan la producción de las publicaciones de centros de arte como el Museo Guggenheim de Bilbao o el Museo Picasso de Barcelona.
La revista Matador, es otra publicación generada en La Fábrica, con un diseño muy cuidado, se ha convertido en un objeto preciado dentro del mundo de la creación y de las tendencias contemporáneas.

## Reconocimientos e influencia
El Ministerio de Cultura francés la distinguió en 2019 como "Oficial de la Orden de las Artes y las Letras".
Claude Bussac, después de 30 años en puestos de dirección de instituciones culturales, consigue desarrollar e influenciar, mediante varios proyectos, un panorama cultural, moderno, accesible e internacional.